# Juuso Pykälistö

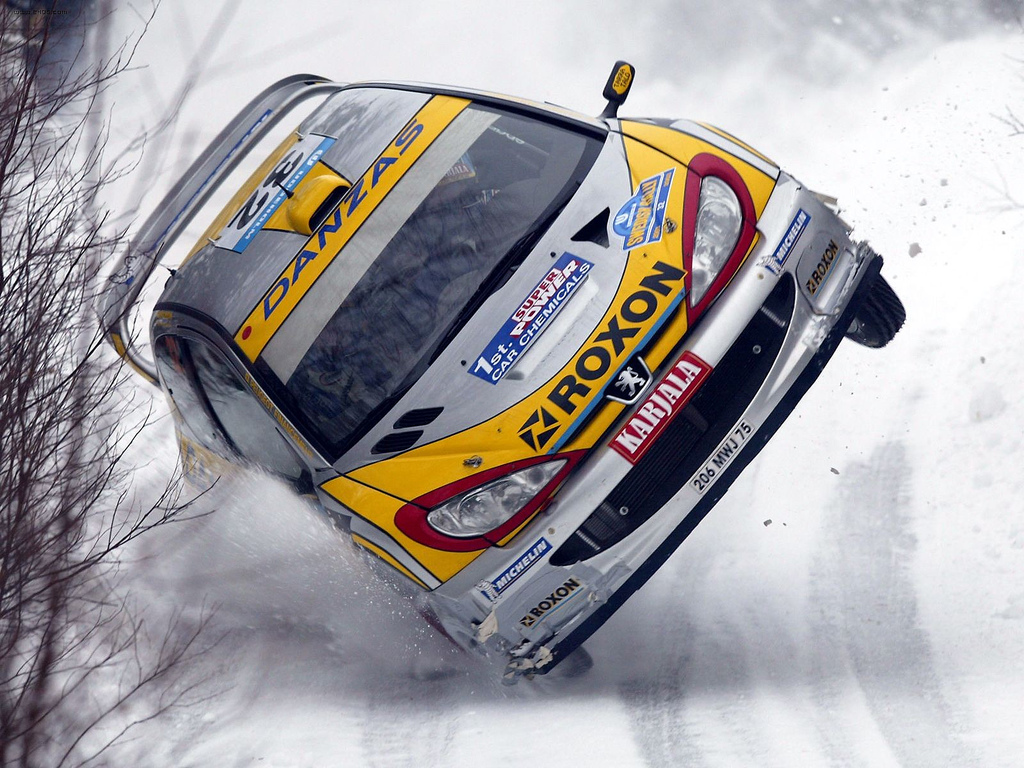
2003-ban a Svéd ralin

Juuso Pykälistö (Padasjoki, 1975. május 21.) finn raliversenyző.

## Pályafutása

### Rali-világbajnokság
Az 1996-os Finn ralin debütált a világbajnokság mezőnyében. 1997 és 2000 között több alkalommal vett részt világbajnoki versenyeken az N csoportban. A 2001-es Finn rali volt az első verseny melyen WRC-vel állt rajthoz, egy baleset miatt azonban a kilencedik helyről volt kénytelen kiállni. A 2002-es és a 2003-as évben hat-hat versenyen vett részt, ezek nagy részén WRC-vel, ám pontot egy alkalommal sem tudott szerezni. 2004-ben a Kronos Racing csapatával két versenyen állt rajthoz egy Citroen Xsara WRC versenyautóval. A finn futamon a technika, még a szardíniai versenyen önhibájából nem ért célba. A 2005-ös Szardínia-ralin elért nyolcadik helyezésével megszerezte első, máig egyetlen világbajnoki pontját.